# Leon Rubbens
Jean-Baptiste Hector Léon Rubbens (Tienen, 26 februari 1901 – Ukkel, 3 december 1981) was een Belgisch schrijver die in het Tiense dialect anekdoten schreef over bekende Tiense figuren. Rubbens was daarnaast directeur van een verzekeringsmaatschappij in Brussel.
De boeken van Rubbens zijn moeilijk leesbaar, maar zijn wel belangrijk voor de studie van volksgebruiken en de oude streektaal. Rubbens bewijst dat het Tiens onder invloed stond van het Frans, zij het niet in bijzonder hoge mate als men let op andere Vlaamse stadsdialecten. Veel woorden die bij hem voor Tiens dialect doorgaan, zijn eigenlijk verbasteringen van Franse woorden. Ook dit sociologisch verschijnsel maakt het werk van Rubbens interessant.

## Pikke Staikès
Als leraar in de Katholieke Normaalschool op de Waaiberg werd zijn aandacht getrokken door een volkse jongen van circa 9 jaar die tegenover de school woonde in de Vollongang. Deze jongen stond model voor de sympathieke bengel in zijn werk, die hij allerlei fratsen liet begaan, die hem verteld werden door een aantal vrienden. Daaronder citeerde hij onder meer de tandarts Kamiel Moens en dr. Jean Smeesters. Hij noemde hem Pikke Staikès. In het Tiens is "staikès" een stekelbaarsje.
In zijn werk spelde Rubbens de naam minder fonologisch met ij: "Pikke Stijkès, de gramoetse van nen Tinse kwèèker" (1952), later nog gevolgd door "Kollebillekes" en "Bompa".

## Conservering en cultivering
Het boek Pikke Stijkès wordt thans (2006) door de gemeente Tienen in korte ingesproken fragmenten online gezet.

## Poedderloedder
Poedderloedder is de laatste novelle van Rubbens. Ze is geschreven enkele maanden vóór zijn dood in december 1981. Deze tekst is enkel gepubliceerd in het boek "Tienen in vroeger tijden" van Paul Kempeneers.